# Скараткі-под-Рогузьно
Скараткі-под-Рогузьно (пол. Skaratki pod Rogóźno) — село в Польщі, у гміні Доманевиці Ловицького повіту Лодзинського воєводства.
У 1975-1998 роках село належало до Скерневицького воєводства.